# Episodi de La casa del guardaboschi (quarta stagione)
La quarta stagione della serie televisiva La casa del guardaboschi è in onda dal 9 aprile 1993 al 2 luglio 1993 sul canale ZDF.
| nº | Titolo originale              | Titolo italiano | Prima TV Germania | Prima TV in italiano |
| -- | ----------------------------- | --------------- | ----------------- | -------------------- |
| 1  | Ein Baby für Falkenau         |                 | 9 aprile 1993     |                      |
| 2  | Zwei Omas sind einfach zuviel |                 | 16 aprile 1993    |                      |
| 3  | Chefsache                     |                 | 23 aprile 1993    |                      |
| 4  | Kinderkram                    |                 | 30 aprile 1993    |                      |
| 5  | Rauhe Sitten                  |                 | 7 maggio 1993     |                      |
| 6  | Bielers Mission               |                 | 14 maggio 1993    |                      |
| 7  | Die Taufe                     |                 | 21 maggio 1993    |                      |
| 8  | Platzhirsche                  |                 | 28 maggio 1993    |                      |
| 9  | Alte Freunde                  |                 | 4 giugno 1993     |                      |
| 10 | Katjas Entscheidung           |                 | 11 giugno 1993    |                      |
| 11 | Irrwege zur Braut             |                 | 18 giugno 1993    |                      |
| 12 | "Ich bin so glücklich"        |                 | 25 giugno 1993    |                      |
| 13 | Verlorenes Glück              |                 | 2 luglio 1993     |                      |